# Зламана стріла
Зла́мана стріла́ (англ. Broken Arrow) — американський бойовик 1996 року, виробництва американської кінокомпанії 20th Century Fox. Режисер фільму — Джон Ву. У головних ролях: Джон Траволта і Крістіан Слейтер.

## Сюжет
Майор Вік «Дік» Дікінс (Траволта) і капітан Райлі Гейл (Слейтер) — офіцери ВПС США і близькі друзі. Фільм починається з товариського двобою з боксу між ними. Після бою, в якому Дікенс посилає Гейла в нокаут, останній віддає переможцеві $20, стверджуючи що вкрав їх з гаманця майора.
Пізніше обох пілотів призначають на секретні навчання на бомбардувальнику Стелс B-3 (вигадана поліпшена версія B-2 «Спірит») з двома ядерними боєголовками на борту.
Успішно зникнувши з радарів бази ВПС в Юті, Дікінс заводить дружню бесіду з Гейлом і просить його подивитися в праве вікно. У цей момент він дістає пістолет і збирається застрелити останнього. Починається бій на борту літака, під час якого Дікінс вдається катапультувати Гейла і скинути обидві боєголовки на землю. Перш ніж залишити бомбардувальник, Дікінс повідомляє на базу, що Гейл втратив керування і що він, Дікінс, катапультується, після чого некерований бомбардувальник врізається в гору над одним з каньйонів Юти.
Тим часом ВПС посилає загін спецназу на пошуки боєголовок. Проте на борту літака їх не виявлено й загін доповідає про ситуацію категорії «Зламана стріла» (втрата ядерної зброї).
Гейл виживає після катапультування і його знаходить парковий рейнджер Террі Кармайкл, яку він умовляє допомогти розшукати Дікінса й завадити його планам. Викравши ядерну зброю, Гейл намагається знешкодити боєголовки, вводячи невірний код активації. Але Дікінс на це і розраховував, і Гейл ненароком активує таймер вибуху однієї з боєголовок. Гейл намагається забрати обидві боєголовки в глибину мідної шахти, щоб вони не дісталися Дікінсу. З'являється Дікінс і забирає другу боєголовку, прирікаючи Гейла і Террі на смерть від вибуху першої, але їм вдається втекти з шахти по руслу підземної річки. Після ядерного вибуху електромагнітний імпульс знищує вертоліт ВПС, посланий забрати боєголовки, Террі і Гейл розділяються. Террі ховається на човні Дікінса, а Гейла підбирають військові.
Гейл здогадується, що Дікінс перевозить боєголовку потягом в Денвер, і направляється в погоню на гелікоптері. В потязі Гейл знаходить Террі. Між Гейлом, Террі і найманцями Дікінса починається перестрілка. Більшість найманців гине, а гелікоптер Дікінса вибухає. Розуміючи, що його плани зруйновано, Дікінс вирішує підірвати ядерну боєголовку разом з собою і містом. Гейл і Дікінс зустрічаються один на один, починається рукопашний бій. Гейл перемагає і деактивує боєголовку, після чого полишає потяг. У цю мить вагон врізається в інший вагон і боєголовка летить в груди Дікінса. Весь потяг вибухає.
Гейл, що вижив, знаходить ту саму купюру в $20 на гілці. Потім він знаходить Террі і вони, нарешті, освідчуються один одному.

## У ролях
- Джон Траволта — майор Вік «Дік» Дікінс
- Крістіан Слейтер — капітан Райлі Хейл
- Саманта Метіс — Террі Кармайкл
- Делрой Ліндо — полковник Макс Вілкінс
- Френк Вейл — Джайлз Прентіс
- Боб Ґантон — містер Прітчетт
- Кертвуд Сміт — міністр оборони Бейрд
- Вонді Кертіс-Голл — старший сержант Сем Роудс

## Цікаві факти
- «Зламана стріла» кодове позначення в збройних силах США пригоди з ядерною зброєю.
- Джон Траволта брав участь у фільмі «Без обличчя» (1997) який також зняв Джон Ву.